# Richard Ramírez

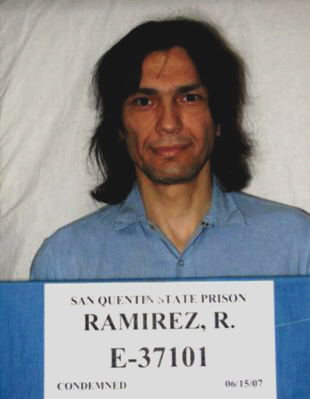
Richard Ramírez (2007)

Ricardo Leyva Muñoz „Richard“ Ramírez (* 28. Februar 1960 in El Paso, Texas; † 7. Juni 2013 in Greenbrae, Marin County, Kalifornien) war ein US-amerikanischer Serienmörder, Vergewaltiger und Einbrecher. In Kalifornien ermordete er 1984/85 insgesamt 13 Menschen und vergewaltigte mindestens elf seiner Opfer. Vor seiner Verhaftung wurde Ramírez in den Medien als der Night Stalker bezeichnet. In einem aufsehenerregenden Prozess wurde er 1989 zum Tode verurteilt und starb im Alter von 53 Jahren krankheitsbedingt in Haft.

## Leben

### Kindheit
Richard Ramírez wurde als jüngstes Kind mexikanischer Einwanderer in der texanischen Grenzstadt El Paso geboren. Er hatte drei Brüder und eine Schwester. Zwei seiner Brüder waren mit Fehlbildungen zur Welt gekommen, was Anfang der 1950er Jahre ein in der Gegend häufiger beobachtetes Phänomen war und der Nähe zum Kernwaffentestgebiet in Los Alamos, New Mexico zugeschrieben wird.:132f
Sein Vater war als Eisenbahnwerker oftmals über mehrere Tage auswärts im Einsatz und seine Mutter arbeitete Vollzeit in einer Stiefelfabrik, so dass die Tagesbetreuung von seinen Geschwistern und einem Babysitter übernommen wurde. Dabei kam es zu einem Unfall, bei der er die erste von mehreren Kopfverletzungen erlitt.:142f Diese werden oftmals in Zusammenhang gebracht mit epileptischen Anfällen, die ab seinem zehnten Lebensjahr regelmäßig auftraten.:395f
Die familiären Verhältnisse können insgesamt als dysfunktional und geprägt von Gewalt, Vernachlässigung und religiösem Wahn beschrieben werden. Bei Konflikten reagierte der Vater regelmäßig mit verbaler und körperlicher Gewalt, während die Mutter Probleme aller Art durch intensive religiöse Betätigung in den Griff zu bekommen versuchte.:144f Zwei der älteren Brüder schlugen bereits in Jugendjahren kriminelle Karrieren ein, waren daher denkbar schlechte Vorbilder und brachten den jungen Ramírez darüber hinaus früh mit Alkohol und Drogen in Kontakt.:406f
Von Anfang an hatten Ramírez und seine fünf Jahre ältere Schwester eine sehr enge Bindung zueinander, ihr wird bisweilen zugeschrieben ein Mutterersatz für ihn gewesen zu sein. Auch in der Auseinandersetzung mit den älteren Brüdern hielten die beiden zusammen und versuchten sich gegenseitig vor deren Angriffen zu schützen.:145

### Jugend
Bis zum Alter von etwa zwölf bis 13 Jahren zeigte Ramírez trotz allem eine relativ normale Entwicklung ohne Verhaltensauffälligkeiten und war ein guter Schüler. Das änderte sich, als seine Schwester heiratete und das Elternhaus verließ.:401 In etwa zur selben Zeit wurde er wegen eines epileptischen Anfalls während eines Spiels aus dem Football-Team genommen, was ihn ebenfalls traf. Er begann zu schwänzen, Marihuana zu rauchen und seine schulischen Leistung fielen merklich ab.:151
Außerdem verbrachte er viel Zeit mit seinem Cousin Miguel (genannt „Mike“), einem Vietnamveteranen, der vor dem Jugendlichen mit seinen Kriegsverbrechen prahlte und Polaroid-Fotos besessen haben soll, die diese im Detail belegten. Im Alter von 15 Jahren war Ramírez anwesend, als eine eheliche Auseinandersetzung zwischen Mike und dessen Frau eskalierte und er sie erschoss. Nach der Festnahme wurde Mike für unzurechnungsfähig erklärt und in eine psychiatrische Klinik eingewiesen.
Danach veränderte sich sein Verhalten noch einmal deutlich. Er tauchte in der Schule noch seltener auf und experimentierte nun auch mit härteren Drogen wie LSD und Kokain.:414 Da in der Folge die Konflikte mit seinem Vater zunahmen, verbrachte er die Zeit nun möglichst außer Haus, übernachtete auf Friedhöfen oder bei seiner Schwester und deren Ehemann, den er gelegentlich bei dessen voyeuristischen Touren begleitete.:161 Nun nahm auch seine kriminelle Karriere fahrt auf und er beging diverse Einbrüche in der Nachbarschaft. Auch probierte er Taschendiebtricks bei Freunden aus, was ihm eine Reihe von Spitznamen wie „Ricky the Klepto“, „Ricky Robon“ oder „Dedos“ einbrachte.
Wegen Delikten wie Vandalismus, Einbruch und Diebstahl wurde er innerhalb eines halben Jahres insgesamt sechs Mal von der Polizei festgenommen.:418 Nach einer dieser Straftaten wurde er bei einer Psychiaterin vorstellig. Dort wurden ein IQ von 91 und Anzeichen einer Schizophrenie festgestellt. Es kam jedoch zu keiner Behandlung, da die Eltern nicht kooperierten.:146f
Im Zuge einer weiteren Straftat gelangte er mit 17 Jahren in eine Einrichtung für straffällig gewordene Jugendliche, in der er, ähnlich einem Internat, untergebracht und beschult wurde, um einen GED (eine externe Prüfung zur Hochschulzulassung) zu erwerben.:422
Sein letztes Jahr in El Paso verbrachte er hauptsächlich bei seiner Schwester. In dieser Zeit hatte er bereits satanistische Anwandlungen entwickelt und deren Haus weitreichend mit Pentagrammen dekoriert.:416 1979 übersiedelte er schließlich nach Kalifornien.

### Junge Erwachsenenjahre

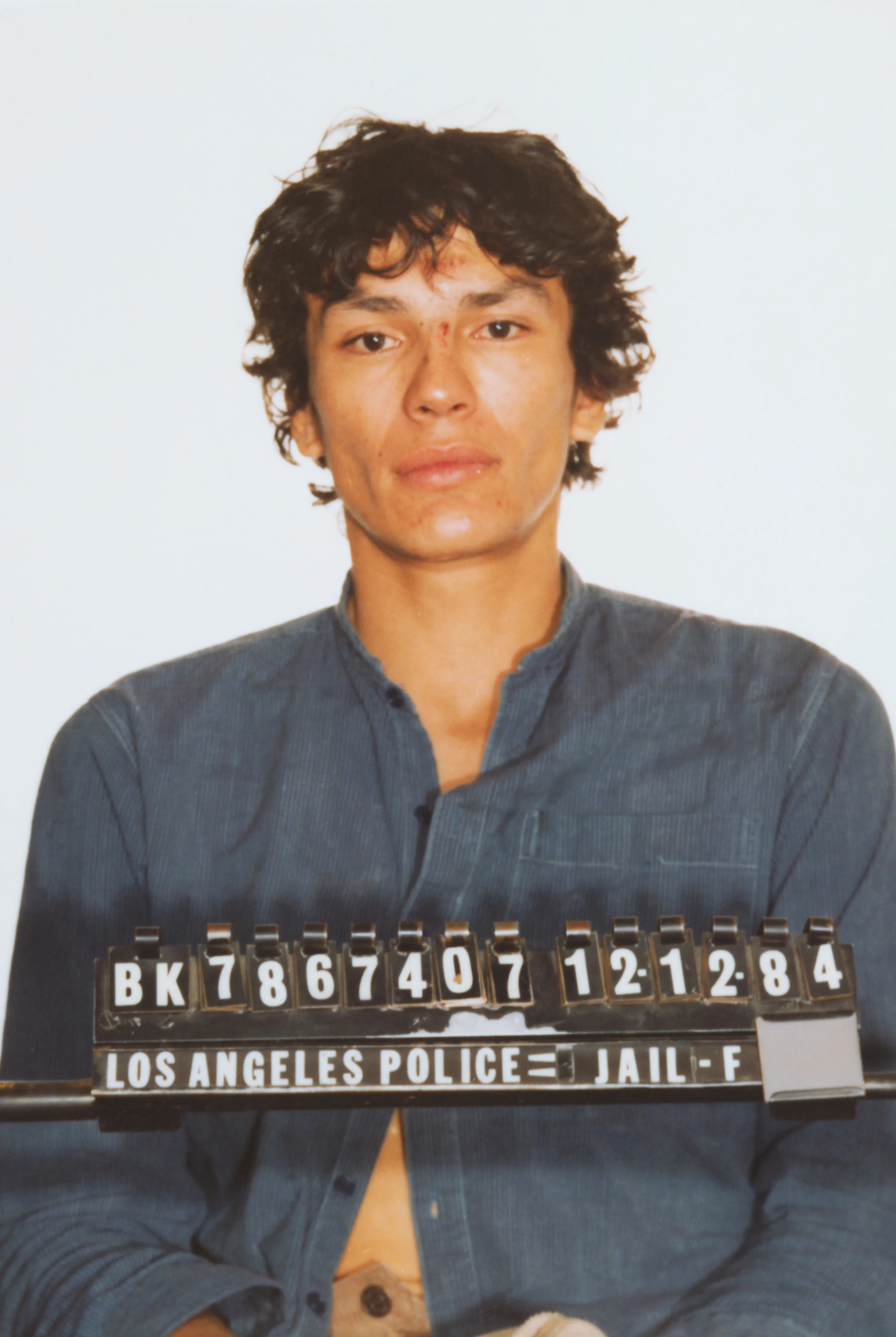
Ramírez 1984

In Kalifornien pflegte er einen nomadenhaften Lebensstil ohne festen Wohnsitz. Er pendelte hauptsächlich zwischen San Francisco und Los Angeles, wohnte streckenweise bei Bekannten oder kam in billigen Hotels unter. Seinen Lebensunterhalt inkl. der Finanzierung seines Drogenkonsums bestritt er mit Einbrüchen, Diebstahl und Drogenhandel und verkehrte in einem Umfeld von Kleinkriminellen.:207
Aktenkundige Straftaten aus dieser Zeit sind:
- 1981: Zehntägiger Arrest in South Pasadena für Taschendiebstahl
- 1982: Geldstrafe für Marihuana-Besitz in El Paso
- 1983: Fünfmonatige Haft für Autodiebstahl in L.A.
- 1984: Einmonatiger Gewahrsam für Fahrt mit einem gestohlenen Wagen („Joyriding“), ebenfalls in L.A.

Bei einer dieser Haftaufenthalte machte er Bekanntschaft mit einem bekennenden Satanisten und begann sich ernsthafter mit der Thematik zu beschäftigen, studierte u. a. die Werke von Anton LaVey und praktizierte Rituale.:175f
Als seine Schwester einen der ebenfalls in L.A. ansässigen älteren Brüder Mitte 1983 besuchte, traf sie auch auf Ramírez und war schockiert von seinen Lebensumständen und seinem allgemeinen Zustand. Sie erkannte in dem abgemagerten, nervösen Drogensüchtigen kaum ihren Bruder wieder und versuchte ihn zur Rückkehr nach El Paso zu bewegen. Doch Ramírez insistierte, dass dies genau der richtige Ort und Lebensstil für ihn sei, er außerdem unter dem Schutz Satans stehe und sie sich daher keine Sorgen um ihn zu machen brauche. Eine Rückkehr lehnte er kategorisch ab.:177f

### Der Night-Stalker-Fall
Der Juli 1985 wartete mit Rekordtemperaturen auf. Doch trotz der Hitze zogen es viele Südkalifornier vor, bei geschlossenen Fenstern zu schlafen. Man wusste nicht, wann und wo er wieder zuschlagen würde, und es konnte ohnehin jeden treffen. Die nächtlichen Morde führten zu einer verstärkten Nachfrage von Waffen, Munition, Fenstergittern und Wachhunden. Dass teilweise auch noch satanische Symbole an den Tatorten hinterlassen wurde, verstärkte die Panik weiterhin.
Dabei konnte diese Serie von Gewaltverbrechen, die bereits im Frühjahr ihren Lauf genommen hatte, aufgrund unterschiedlicher Opfergruppen und Vorgehensweisen zunächst nicht miteinander in Verbindung gebracht werden. Erschwerend kam hinzu, dass sie in die Zuständigkeit verschiedener Polizeireviere fiel, die zum damaligen Zeitpunkt noch nicht miteinander vernetzt waren. In einigen Fällen wurde der Täter in den Medien als Valley Intruder oder Walk-in Killer bezeichnet.
Erst am 2. Juli 1985 konnte sich bei den Ermittlern die Ansicht durchsetzen, dass es sich bei den Fällen tatsächlich um ein und denselben Täter handelte.:64 Sechs Tage später wurde erstmals auch der Presse gegenüber kommuniziert, dass man von einem Serienmörder ausgehe.:79 Im Laufe weiterer Fälle im August wurde er schließlich in Night Stalker umbenannt, da das dem Modus Operandi besser zu entsprechen schien.
Der große Durchbruch gelang der Polizei nach einem weiteren Fall von versuchtem Mord und Vergewaltigung am 26. August 1985, bei der eines der Opfer eine detaillierte Beschreibung des Täters abgeben konnte. Ein Jugendlicher, der ein paar Blocks entfernt wohnte, bemerkte etwa eine Stunde vorher einen Mann auf seinem Grundstück, der anscheinend nach einer Möglichkeit suchte, in das Haus der Familie einzubrechen. Der Einbrecher bemerkte den Jungen und floh. Der Jugendliche sah den Wagen, in dem der Mann davonfuhr, und konnte sich einen Teil des Kennzeichens notieren. Das als gestohlen gemeldete Auto wurde am 28. August 1985 aufgefunden. Dank einer zum damaligen Zeitpunkt neuen Technologie konnte die Polizei einen Fingerabdruck am Rückspiegel sicherstellen. Der Abdruck konnte Ramírez zugeordnet werden, dessen Fingerabdrücke von einer früheren Verhaftung wegen Autodiebstahls bekannt waren.
Zwei Tage später wurde sein Polizeifoto im landesweiten Fernsehen ausgestrahlt und erschien auf den Titelseiten jeder großen Tageszeitung in Kalifornien. Am Tag darauf, dem 31. August 1985, wurde Ramírez erkannt und von einer Gruppe aus einem Latino-Viertel in Los Angeles zusammengeschlagen, als er versuchte, ein Auto zu stehlen. Die Polizei musste eingreifen, um einen Lynchmord zu verhindern.:188f

### Verfahren und Verurteilung
Aufgrund der starken Medienpräsenz im Vorfeld ergaben sich Probleme hinsichtlich der Neutralität des Verfahrens in Kalifornien, insbesondere auch bei der Jury-Auswahl. Ferner kam es zu einem mehrfachen personellen Wechsel auf Seiten der Verteidigung, bei der sich schlussendlich zwei in dieser Größenordnung unerfahrene Anwälte durchsetzten.:232
Am 10. Januar 1989 stand die Jury inkl. Ersatz-Geschworenen, und das Hauptverfahren konnte beginnen.:245
Mitten in den Geschworenenverhandlungen, am 14. August 1989, musste das Verfahren unterbrochen werden, nachdem das Jurymitglied Phyllis Singletary tot in seinem Appartement aufgefunden wurde. Die anderen Jurymitglieder waren schockiert und befürchteten, dass Ramírez diese Tat aus seiner Zelle heraus angewiesen habe und so auch andere Mitglieder der Jury erreichen könnte. Ramírez war jedoch nachweislich nicht für diese Tat verantwortlich, Singletary war Opfer häuslicher Gewalt geworden. Es war ein kritischer Moment, da hier die Möglichkeit eines Verfahrensabbruchs gegeben war.
Am 20. September wurde Ramírez in allen 43 Anklagepunkten (u. a. des 13-fachen Mordes) für schuldig befunden. Am 05. Oktober sprach sich dieselbe Jury für die 19-fache Todesstrafe aus.
Es ging dabei um folgende Fälle:
- 28.06.1984: Mord, Jennie Vincow (Glassel Park, Los Angeles)
- 17.03.1985: Mord und versuchter Mord, Dayle Okazaki und Maria Hernandez (Rosemead, Los Angeles County)
- 17.03.1985: Mord, Tsai-Lian Yu (Monterey Park, Los Angeles County)
- 29.03.1985: Mord, Maxine und Vincent Zazzara (Whittier, Los Angeles County)
- 14.05.1985: Mord und Körperverletzung, William und Lillie Doi (Monterey Park, Los Angeles County)
- 29.05.1985: Mord, versuchter Mord und Folter, Mabel Bell und Florence Lang (Monrovia, Los Angeles County)
- 30.05.1985: Vergewaltigung und Körperverletzung, Carol Kyle (Burbank, Los Angeles County)
- 02.07.1985: Mord, Mary Cannon (Arcadia, Los Angeles County)
- 05.07.1985: versuchter Mord, Whitney Bennett (Sierra Madre, Los Angeles County)
- 07.07.1985: Mord, Joyce Nelson (Monterey Park, Los Angeles County)
- 07.07.1985: Vergewaltigung, Sophie Dickmann (Monterey Park, Los Angeles County)
- 20.07.1985: Mord, Lela und Maxson Kneiding (Gendale, Los Angeles County)
- 20.07.1985: Mord, Vergewaltigung und Körperverletzung, Chainarong und Somkid Khovananth (Sun Valley, Los Angeles County)
- 06.08.1985: versuchter Mord, Virginia und Christopher Petersen (Northridge, Los Angeles)
- 08.08.1985: Mord und Vergewaltigung, Elyas und Sakina Abowath (Diamond Bar, Los Angeles County)

Im Anschluss an den Prozess in Los Angeles wurde Ramírez nach San Francisco überführt, wo ein weiters Verfahren gegen ihn stattfinden sollte. Es ging um Mord bzw. versuchten Mord an Peter und Barbara Pan am 17. August 1985 in Lake Merced, San Francisco. Seine neuen Verteidiger veranlassten eine ausgiebige Untersuchung seines Geisteszustandes, in deren Folge er für prozessunfähig erklärt wurde. Der Fall Pan wurde somit eingestellt.:419
Es gibt weitere Fälle, für die Ramírez weder angeklagt noch verurteilt wurde, die aber oftmals mit ihm in Verbindung gebracht werden, da sie zeitweise als Night-Stalker-Verbrechen diskutiert wurden. Das gilt z. B. für Patty Higgins (Mord, 28. Juni 1985 in Arcadia) oder Inez Erickson und William Carns (Vergewaltigung und versuchter Mord, 26. August 1985 in Orange County) sowie diverse Kindesentführungen.:3f Auch sei der Fall der neunjährigen Mei Leung genannt, die am 10. April 1984 tot im Keller eines Wohnhotels in San Francisco aufgefunden wurde und deren Fall 2009 über einen DNA-Abgleich mit Ramírez in Verbindung gebracht werden konnte.

### Leben und Tod in Haft
Neben den Medien zeigten auch Privatpersonen von Anfang an Interesse an Ramírez. Schon kurz nach seiner Verhaftung bekam er Post von diversen Interessierten, vor allem Frauen und Satanisten waren überproportional vertreten.:207
Die Death-Rock Sängerin Eva O pflegte beispielsweise eine intensive Brief- und Besuchsfreundschaft mit Ramírez und auch Zeena und Nicholas Schreck besuchten ihn mehrfach in Haft.:231
Die freiberufliche Journalistin Doreen Lioy verfolgte den Fall von Anfang an und war oftmals bei den Gerichtssitzungen anwesend. Sie war von seiner Unschuld überzeugt und verteidigte ihn öffentlich. So bemängelte sie beispielsweise den unfairen Umgang und insbesondere die Vorverurteilung durch die Medien. 1988 nahm sie Kontakt zu ihm auf und noch im selben Jahr seinen Heiratsantrag an. Am 3. Oktober 1996 heirateten sie schließlich im San Quentin State Prison.
Da Ramírez die Taten nie gestanden hatte und diverse Berufungs- und Revisionsverfahren anstrengte, wurde das Todesurteil nie vollstreckt. Am 7. Juni 2013, nach beinahe 28 Jahren in Haft, starb er im Marin General Hospital unweit von San Quentin an Leberversagen.

## Filme
- 1989 erschien mit Manhunt – Eine Stadt jagt einen Mörder die erste Verfilmung, die auf seiner Biografie basiert. Richard Ramírez wurde im Film von Gregory Cruz dargestellt.[22]
- 2002 folgte mit Nightstalker – Die Bestie von L.A. ein Psychothriller, der auf Ramírez’ Biografie basiert. Die Rolle des Richard Ramírez übernahm Bret Roberts.[23]
- 2009 erschien eine weitere Verfilmung unter dem Namen The Valley Intruder. Die Rolle des Richard Ramírez spielte Adolph Cortez.[24]
- 2009 wurde die Geschichte von Richard Ramírez in der 4. Folge der Dokumentarfilmreihe Amerikas Albtraum – Die gefährlichsten Serienkiller der USA behandelt.[25]
- 2015 wurde Ramírez in der Fernsehserie American Horror Story: Hotel (5. Staffel) neben anderen Serienmördern (Jeffrey Dahmer, John Wayne Gacy und Aileen Wuornos) porträtiert.[26]
- 2019 war die Figur des Ramírez, gespielt von Zach Villa, eine Hauptrolle in der Serie American Horror Story: 1984 (9. Staffel).[26]
- 2021 erschien unter dem Namen Night Stalker: Auf der Jagd nach einem Serienmörder eine vierteilige True-Crime-Miniserie beim Streaminganbieter Netflix.[27][28]